# Sidney (Nebraska)
Sidney é uma cidade localizada no estado americano de Nebraska, no Condado de Cheyenne.

## Demografia
Segundo o censo americano de 2000, a sua população era de 6282 habitantes.
Em 2006, foi estimada uma população de 6372, um aumento de 90 (1.4%).

## Geografia
De acordo com o United States Census Bureau, a localidade tem uma área de 16,0 km², sem área coberta por água. Sidney localiza-se a aproximadamente 1246 m acima do nível do mar.

## Localidades na vizinhança
O diagrama seguinte representa as localidades num raio de 32 km ao redor de Sidney.